# Wydział Pedagogiki i Psychologii Uniwersytetu Jana Kochanowskiego w Kielcach
Wydział Pedagogiki i Psychologii Uniwersytetu Jana Kochanowskiego w Kielcach – jeden z sześciu wydziałów Uniwersytetu Jana Kochanowskiego w Kielcach.
Powstał w 1969 jako Wydział Pedagogiczny. W latach 2001–2005, kiedy w jego strukturze znajdował się Instytut Kształcenia Medycznego, funkcjonował pod nazwą Wydział Pedagogiczny i Nauk o Zdrowiu. W 2005 został przekształcony w Wydział Pedagogiczny i Artystyczny. W 2007 Rada Wydziału uzyskała uprawnienia do nadawania stopnia naukowego doktora nauk społecznych w zakresie pedagogiki oraz doktora sztuk plastycznych w zakresie sztuk pięknych.
Wydział Pedagogiczny i Artystyczny tworzą cztery instytuty: Instytut Edukacji Muzycznej z trzema zakładami, Instytut Edukacji Szkolnej z sześcioma zakładami, Instytut Pedagogiki i Psychologii z dziesięcioma zakładami oraz Instytut Sztuk Pięknych z pięcioma zakładami.
Instytut Edukacji Szkolnej oraz Instytut Pedagogiki i Psychologii mieszczą się w budynku przy ul. Krakowskiej 11. Instytut Sztuk Pięknych zlokalizowany jest przy ul. Podklasztornej 117, natomiast Instytut Edukacji Muzycznej ma swoją siedzibę w centrum miasta, przy ul. Mickiewicza 3.
Od 1 października 2019, zarządzeniem Rektora UJK, Wydział funkcjonuje jako Wydział Pedagogiki i Psychologii Uniwersytetu Jana Kochanowskiego w Kielcach.

## Historia
Wydział Pedagogiczny powstał w 1969 i był jednym z trzech pierwszych wydziałów Wyższej Szkoły Nauczycielskiej w Kielcach. Początkowo tworzyły go trzy zakłady: Pedagogiki, Psychologii i Nauczania Początkowego. Pierwszym dziekanem został doc. dr hab. Tadeusz Wróbel, związany już wcześniej z kieleckim środowiskiem oświatowym. W roku akademickim 1969/1970 na dwóch kierunkach studiów (nauczanie początkowe z wychowaniem fizycznym i z wychowaniem muzycznym) naukę rozpoczęło 65 osób. W 1971 dla potrzeb Zakładu Metodyki Wychowania Muzycznego pozyskano kamienicę przy ul. Mickiewicza 3. W 1974 utworzono Instytut Pedagogiki i Psychologii z sześcioma zakładami.
W 1981 utworzono Instytut Wychowania Muzycznego z dwoma zakładami i pięcioma pracowniami. Pięć lat później powołano Instytut Wychowania i Nauczania Wczesnoszkolnego, w którego strukturze znalazły się cztery zakłady i osiem pracowni. W 1991 wszystkie zakłady tego instytutu zostały włączone w skład Instytutu Pedagogiki i Psychologii. Po dwóch latach powołano Instytut Edukacji Wczesnoszkolnej i Specjalnej, który tworzyło pięć zakładów. Zbliżająca się reforma szkolna oraz podejmowanie nowych zadań dydaktycznych doprowadziły do przekształcenia go w 1995 w Instytut Edukacji Szkolnej. Cztery lata później powołano Instytut Edukacji Plastycznej, którego dyrektorem została Czesława Gierak. Za sprawą prof. dr hab. Waldemara Dutkiewicza utworzono Zakład Badań nad Rozwojem i od roku akademickiego 2000/2001 uruchomiono studia na kierunku opieka paliatywna.
W lutym 2001 powołano Instytut Kształcenia Medycznego, którego dyrektorem wybrano dr Grażynę Nowak-Starz. Kilka miesięcy później przekształcono Wydział Pedagogiczny w Wydział Pedagogiczny i Nauk o Zdrowiu. Jego dziekanem do 2002 pozostał prof. dr hab. Waldemar Dutkiewicz. W roku akademickim 2004/2005 uruchomiono na wydziale kierunek malarstwo, a w 2005 Instytut Edukacji Plastycznej przekształcono w Instytut Sztuk Pięknych. W tym samym roku w miejscu Instytutu Kształcenia Medycznego powstała samodzielna jednostka organizacyjna uczelni – Wydział Nauk o Zdrowiu. W 2007 Centralna Komisja do Spraw Stopni i Tytułów przyznała WPiA uprawnienia do doktoryzowania w dwóch dziedzinach. 24 września Rada Wydziału otrzymała prawo do nadawania stopnia doktora sztuk plastycznych w zakresie sztuk pięknych, a 29 października – doktora nauk społecznych w zakresie pedagogiki. W styczniu 2012 przy ul. Krakowskiej 11 otworzono warte 10,2 mln zł Centrum Edukacji Artystycznej. Znalazła się w nim aula główna, przystosowana do odbywania wykładów i koncertów, mogąca pomieścić 320 osób. Ponadto w budynku powstały dwie sale wykładowe dla stu osób oraz nowoczesne foyer ze studiem audiowizualnym. W 2016 na wydziale uruchomiono studia na kierunkach: kryminologia stosowana oraz psychologia.

## Kierunki studiów
Kierunki studiów dostępne na Wydziale Pedagogicznym i Artystycznym w roku akademickim 2016/2017:
- edukacja artystyczna w zakresie sztuki muzycznej (studia licencjackie i magisterskie)
- edukacja artystyczna w zakresie sztuk plastycznych (studia licencjackie i magisterskie)
- kryminologia stosowana (studia licencjackie)
- pedagogika (studia licencjackie i magisterskie)
- praca socjalna (studia licencjackie i magisterskie)
- psychologia (studia jednolite magisterskie)
- wzornictwo (studia licencjackie i magisterskie)

W roku akademickim 2016/2017 najchętniej wybieranym w procesie rekrutacji kierunkiem z ofert wydziału były: kryminologia stosowana, gdzie o jedno miejsce ubiegały się 6,2 osoby, oraz psychologia (3,4 kandydata na jedno miejsce). W roku akademickim 2016/2017 na Wydziale Pedagogicznym i Artystycznym studiowało 1883 osób, w tym 1457 osób na studiach stacjonarnych.

## Władze

### Władze wydziału
W kadencji 2024–2028:
| Stanowisko                 | Imię i nazwisko             |
| -------------------------- | --------------------------- |
| Dziekan                    | dr hab. Sławomir Koziej     |
| Prodziekan ds. ogólnych    | dr hab. Krzysztof Gąsior    |
| Prodziekan ds. kształcenia | dr Beata Bugajska-Jaszczołt |

### Poczet dziekanów
Na podstawie materiału źródłowego:
1. dr hab. Tadeusz Wróbel (1969–1971)
2. dr Ryszard Radwiłowicz (1971–1973)
3. dr Józef Mróżkiewicz (1973–1975)
4. dr Zenon Chróściel (1975–1984)
5. dr hab. Witold Dobrołowicz (1984–1985)
6. dr hab. Włodzimierz Goriszowski (1986–1987)
7. dr hab. Waldemar Dutkiewicz (1987–1990)
8. dr hab. Józef Grzywna (1990–1993)
9. dr hab. Andrzej Jopkiewicz (1993–1996)
10. prof. dr hab. Waldemar Dutkiewicz (1996–2002)
11. dr hab. Zdzisław Ratajek (2002–2008)
12. dr hab. Marek Kątny (2008–2012)
13. dr hab. Sławomir Koziej (2012–2019)
14. dr hab. Agata Chabior (2019–2020)
15. dr hab. Mariola Wojciechowska (2020–2024)
16. dr hab. Sławomir Koziej (od 2024)

## Struktura organizacyjna

### Instytut Pedagogiki
Dyrektor: dr hab. Ilona Żeber-Dzikowska
- Zakład Edukacji Elementarnej i Wspomagania Rozwoju Dziecka
- Zakład Edukacji Dorosłych
- Zakład Pedagogiki Społecznej
- Zakład Problemów Społecznych i Pracy Socjalnej
- Zakład Badań nad Edukacją
- Pracownia Pedagogiki Specjalnej
- Pracownia Historii Oświaty i Wychowania

### Katedra Psychologii
Kierownik: dr hab. Paweł Kurtek
- Pracownia Psychologii Stosowanej i Psychometrii
- Pracownia Psychologii Ogólnej
- Pracownia Psychologii Klinicznej i Psychoterapii
- Pracownia Psychologii Zdrowia i Jakości Życia